# 시모나 밥차코바
시모나 밥차코바(체코어: Simona Babčáková, 1973년 2월 21일~)는 체코의 배우이다.

## 출연 작품
- 2003년: Nuda v Brně
- 2008년: Děti noci
- 2009년: Zoufalci
- 2011년: Alois Nebel